# خوان كامبس
خوان كامبس (بالإسبانية: Joan Camps i Mas)‏ هو مجدف ولاعب كرة قدم إسباني، ولد في 1883 في برشلونة في إسبانيا، وتوفي بنفس المكان في 21 أبريل 1921.

## وصلات خارجية
- خوان كامبس على موقع الاتحاد الدولي للتجديف (الإنجليزية)
- خوان كامبس على موقع أوليمبيديا (الإنجليزية)